# Cubitus, tu le fais exprès ou quoi ?!?
Cubitus, tu le fais exprès, ou quoi ?!? ou simplement Tu le fais exprès, ou quoi ?!? est le 8e tome de la série de bande dessinée Cubitus, créée par Dupa. Paru en mars 1983, cet album contient 48 pages, illustrant chacune un gag différent,.